# مايك روبي
مايك روبي (بالإنجليزية: Mike Robbie)‏ هو مدرب كرة قدم أمريكي، ولد في 5 أبريل 1943.